# بارون ترامپ
بارون ویلیام ترامپ (انگلیسی: Barron William Trump؛ زادهٔ ۲۰ مارس ۲۰۰۶) کوچک‌ترین پسر دونالد ترامپ، چهل و پنجمین و چهل و هفتمین رئیس‌جمهور ایالات متحده، و همسر سوم او، بانوی اول ایالات متحده آمریکا، ملانیا ترامپ است.
بارون در اولین دوره ریاست جمهوری پدرش چهره ای غیرسیاسی بود و علیرغم تلاش‌های ملانیا برای دور کردن پسرش از سیاست، توجه رسانه‌ها را به خود جلب کرد. بارون در آن زمان به فوتبال علاقه نشان داد و به عنوان هافبک با آکادمی دی سی یونایتد قرارداد امضا کرد. پس از اتمام دوره اول ریاست‌جمهوری دونالد ترامپ و خروجش از کاخ سفید، او به فلوریدا نقل مکان کرد. در سال ۲۰۲۴ بارون در کنوانسیون ملی جمهوری خواهان (۲۰۲۴) به عنوان نماینده رسمی فلوریدا دعوت شد، اما او نپذیرفت. او در ژوئیه ۲۰۲۴ یک شرکت املاک و مستغلات (ترامپ، فولچر و راکسبورگ کپیتال) را تأسیس کرد که پس از پیروزی پدرش در انتخابات ریاست جمهوری دوم منحل شد.

## زندگی و تحصیل

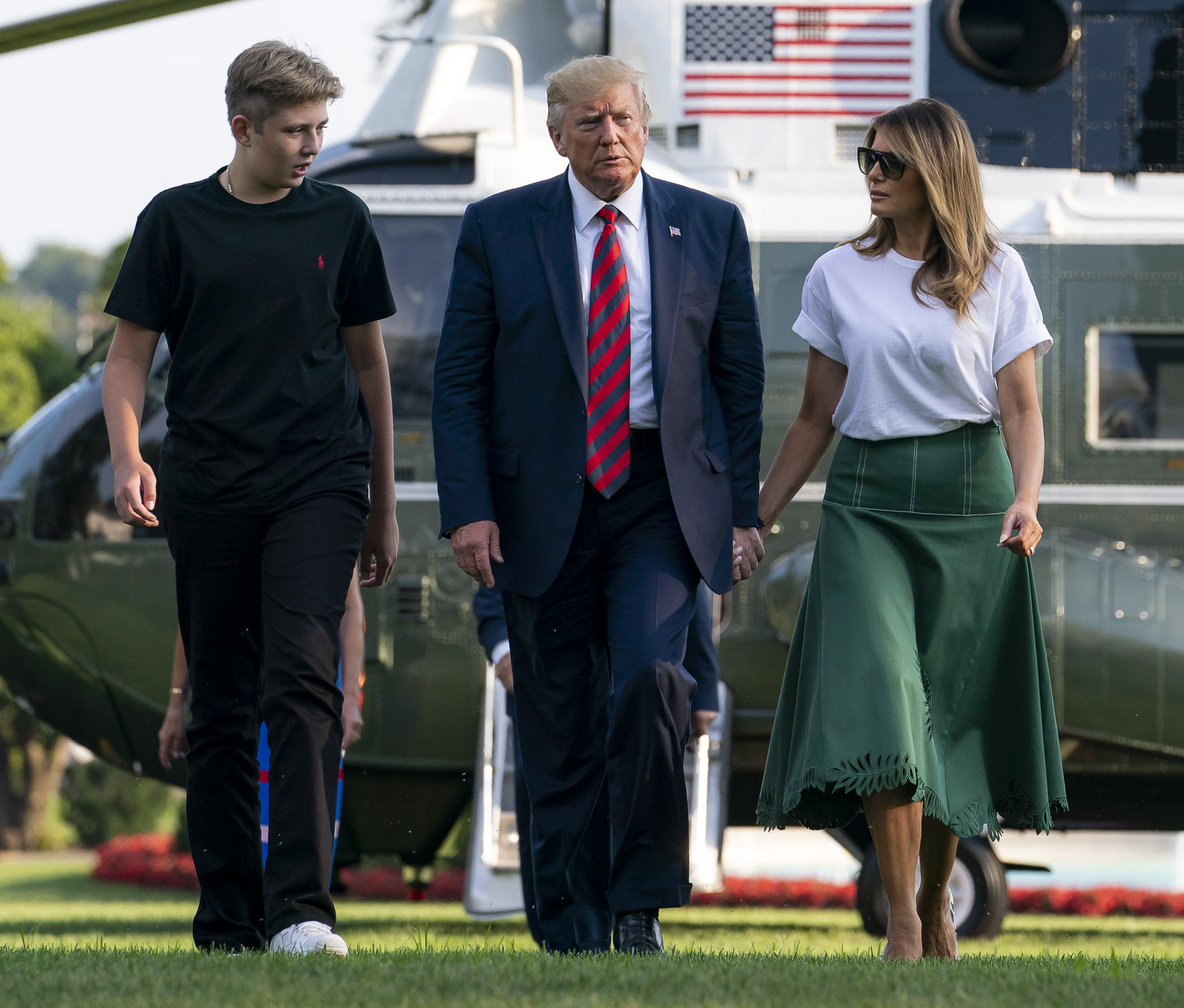
بارون با والدینش در سال ۲۰۱۹

بارون ویلیام ترامپ در ۲۰ مارس ۲۰۰۶ در خانواده دونالد ترامپ و ملانیا کناوس در نیویورک به دنیا آمد. او در کلیسای اسقفی Bethesda -by-the-Sea در پام بیچ، فلوریدا غسل تعمید داده شد. بارون در برج ترامپ بزرگ شد، جایی که او در آن، طبقه اختصاصی خودش را دارد.
وی برای تحصیلات ابتدایی خود در مدرسه گرامر و مقدماتی کلمبیا تحصیل کرد. سپس در آکادمی آکسبریج مشغول تحصیل شده و پس از فارغ‌التحصیلی در آنجا، وارد دانشگاه نیویورک شد.
او تابعیت آلمانی، اسکاتلندی و اسلوونیایی دارد.
بارون در کارزار ریاست‌جمهوری ۲۰۱۶ دونالد ترامپ حضور داشت. پدر وی در نوامبر ۲۰۱۶ به عنوان رئیس‌جمهور آمریکا انتخاب شد. او و مادرش به دلیل نگرانی در مورد وجهه عمومی و مدرسه اش به مدت شش ماه پس از انتخابات، در نیویورک ماندند.
بارون اولین پسر رئیس‌جمهور پس از جان اف کندی جونیور بود که در کاخ سفید اقامت کرد.

## شغل
سیاست
دونالد ترامپ در مصاحبه‌ای گفت که بارون بخاطر علاقه به صنعت، به دونالد در این امر مشاوره می‌دهد.
در ماه مه ۲۰۲۴، از بارون دعوت شد تا در کنوانسیون ملی جمهوری خواهان (۲۰۲۴) به عنوان نماینده بزرگ فلوریدا انتخاب شود که در این کنوانسیون برادرانش اریک و دونالد جونیور و خواهرش تیفانی نیز حضور داشتند اما بارون با استناد به تعهدات قبلی خود، این دعوت را رد کرد.
تجارت
در ژوئیه ۲۰۲۴، وی با همکاری همکلاسی‌هایش، یک شرکت املاک و مستغلات به نام (ترامپ، فولچر و راکسبورگ کپیتال) را تأسیس کرد. این شرکت پس از انتخابات ریاست جمهوری ۲۰۲۴ منحل شد و هیچ برنامه‌ای برای تأسیس مجدد آن در دوره دوم ریاست جمهوری پدرش وجود نداشت. بر اساس گزارش نیویورک تایمز، استیو ویتکاف یک سرمایه‌گذار املاک و مستغلات که با ترامپ ارتباط دارد، نقش ترامپ را به عنوان یک عامل بازدارنده در برابر میم کوین و دادن تجربه تجاری به او تصور می‌کند. بعداً روزنامه تایمز گزارش داد که ترامپ از والدین خود خواسته است که درگیر ارزهای دیجیتال شوند و در آن سرمایه‌گذاری کنند.